# TimesTen
TimesTen è un database di tipo IMDB prodotto dalla Oracle Corporation. Esso fornisce una famiglia di infrastrutture software real-time progettate per alte prestazioni, gestione di un gran volume di dati ad eventi e transazioni.
Diversamente dalle normali infrastrutture software i prodotti di TimesTen sono pensati per uno sviluppo interno al software (poiché gestiscono dei processi allocati direttamente in RAM). Sono usati di solito in programmi destinati ai mercati finanziari e delle telecomunicazioni, così come in applicazioni e-commerce ed architetture orientate a servizi (SOA), poiché le loro performance sono superiori ai DBMS su memorie di massa.

## Informazioni sul prodotto
Il core di TimesTen DataServer utilizza un database con tecnologia in-memory (gestito direttamente nella memoria centrale) per accelerare l'accesso ai dati. L'indicizzazione, l'ottimizzazione delle query e la gestione dei dati immagazzinati sono nettamente più veloci dei concorrenti su memorie di massa. Ovviamente ciò va a discapito della mole di dati che deve essere necessariamente ridotta (un database normale può supportare anche 100 Gb di dati, qui bisogna limitarsi ad 1-2 Gb).